# Greifenberg (Limburg an der Lahn)

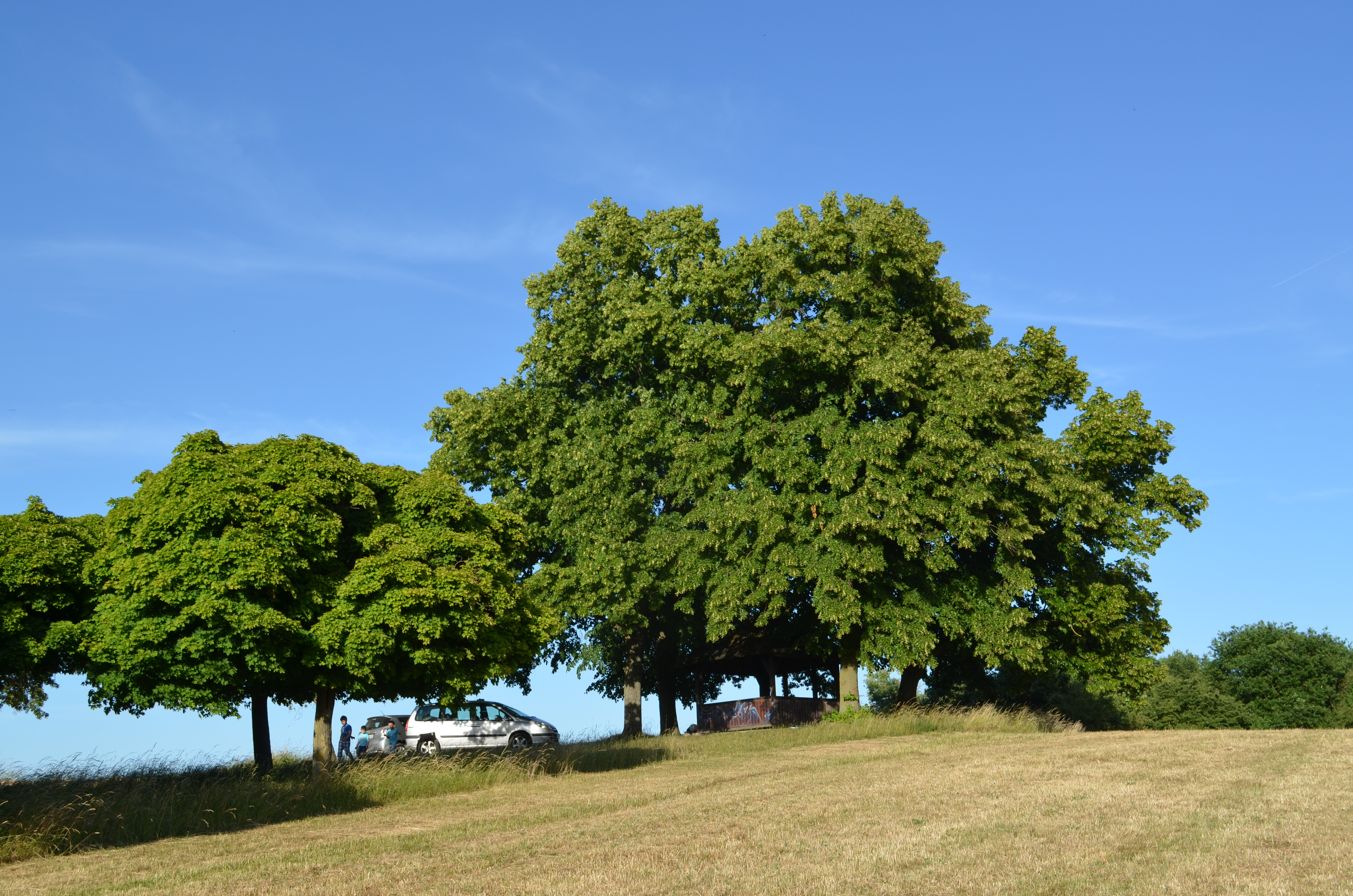
Gipfel des Greifenbergs mit Josef-Bielefeld-Hütte

Der Greifenberg ist eine 182 m ü. NHN hohe Geländekuppe östlich oberhalb von Limburg an der Lahn im hessischen Landkreis Limburg-Weilburg.

## Geschichte

### Höhensiedlung der Michelsberger Kultur
Bei einer archäologischen Ausgrabung aus dem Jahr 2011 auf dem Greifenberg fanden sich Reste einer befestigten Höhensiedlung der Michelsberger Kultur zwischen 4400 und 3500 v. Chr. Über und neben der jungsteinzeitlichen Siedlung lagen drei Kreisgräben von bronzezeitlichen Grabhügeln, deren oft mittig gelegenen Bestattungen leider im Laufe der Zeit durch landwirtschaftliche Nutzung zerstört wurden.
Zeugnis der Eisenzeit ist der seltene Fund einer als sogenanntes Tanzendes Männlein bezeichneten Münze. Dieser keltische Silberquinar wurde zwischen 65 und 40 v. Chr. unter anderem im Heidetränk-Oppidum bei Oberursel im Taunus geprägt, war aber vermutlich noch deutlich länger als Zahlungsmittel im Umlauf. Er passt zu den Grabungsfunden vom Limburger Domberg aus dem Jahr 2009. Diese sowie weitere Funde von 1989 lassen auf eine um 500 v. Chr. auf dem Domberg befindliche keltische Siedlung schließen.

### Schlacht bei Limburg

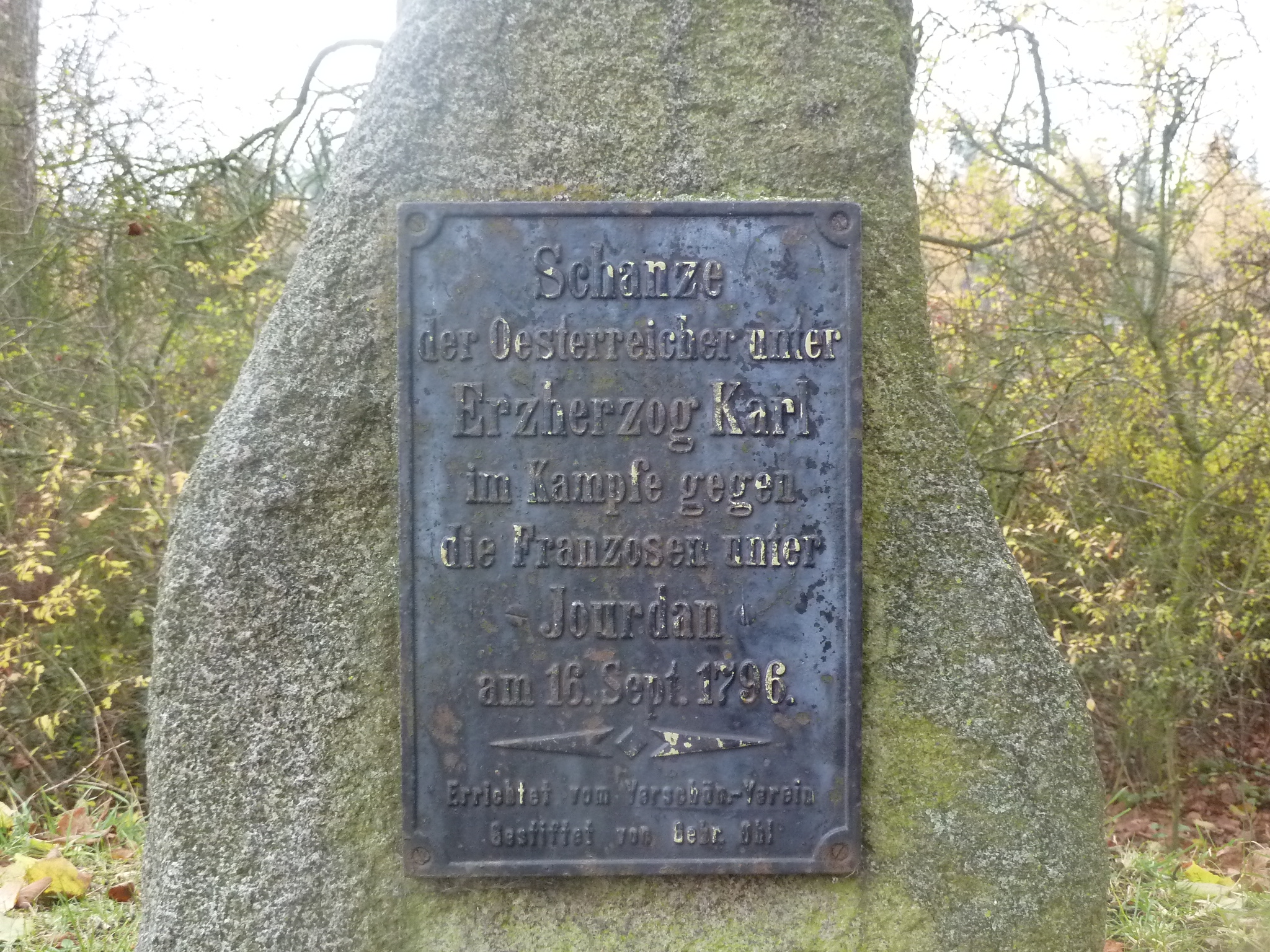
Gedenktafel auf dem Greifenberg

Bei der Schlacht bei Limburg war der Greifenberg Teil des Schlachtfeldes. Hierbei wurde die Kreuzkapelle weitgehend zerstört. Heute noch ist die österreichische Schanze auf dem Berg aus dieser Schlacht zu erkennen.

### Naherholungsgebiet
Ab etwa 1900 wurden der Greifenberg und das südlich von ihm verlaufende Kasselbachtal (im örtlichen Sprachgebrauch „Tal Josaphat“) als Naherholungsgebiet angelegt. Der heute nicht mehr existierende Limburger Verschönerungsverein richtete nordwestlich der Hügelspitze einen Park an. Heute sind davon nur noch weniger Reste der Einfriedung und ein Aussichtspavillon erhalten, der den Blick in das Lahntal sowie auf die Autobahn- und die Lahntalbrücke (NBS Köln–Rhein/Main) erlaubt.

## Bauwerke

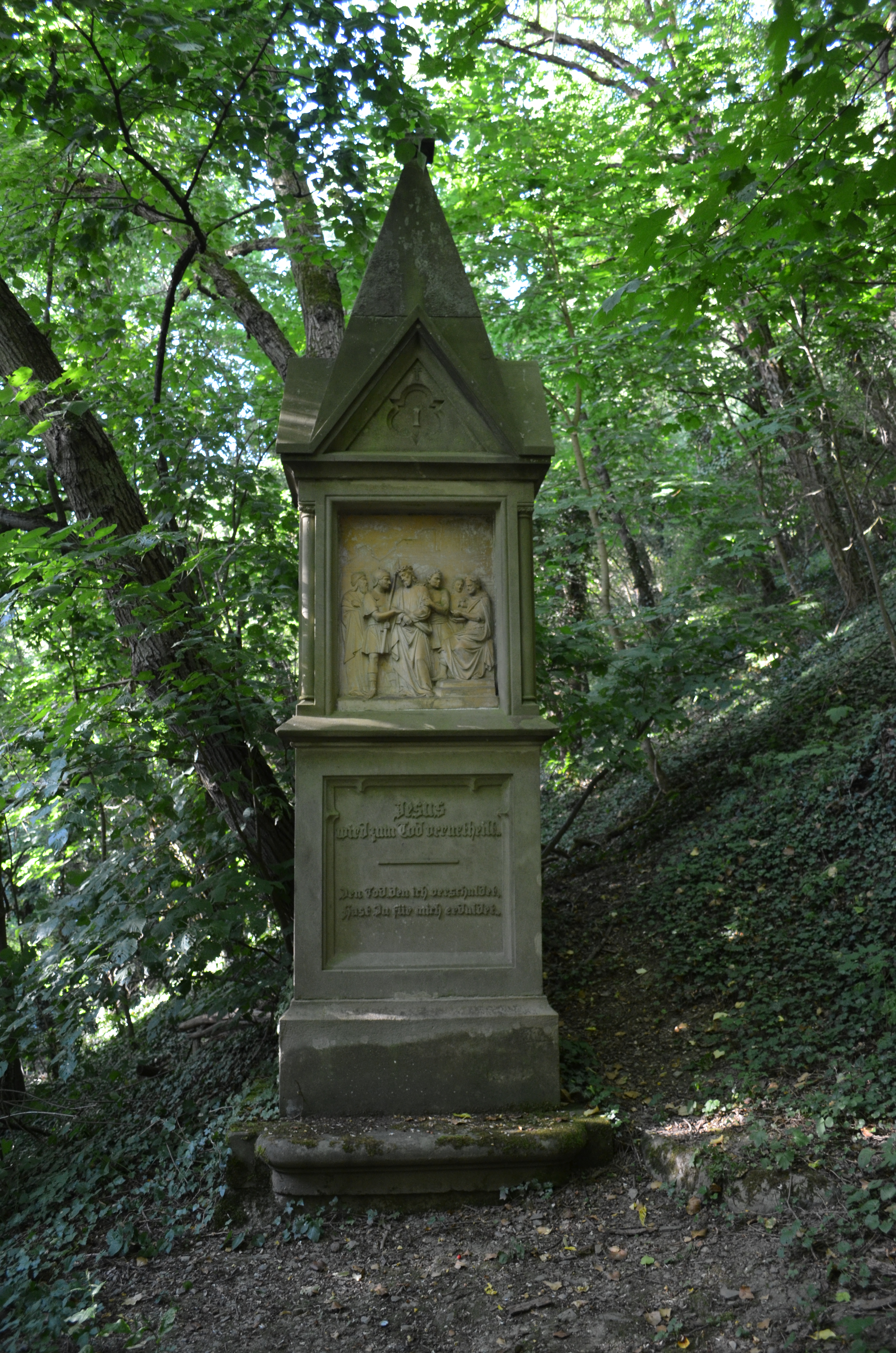
Station 1 des Kreuzweges

Ein Kreuzweg führt aus dem Tal Josaphat hoch auf den Greifenberg hin zur Kreuzkapelle. Auf dem Gipfel befindet sich die Josef-Bielefeld-Hütte.
Zu einem unbekannten Zeitpunkt entstand auf dem Greifenberg ein Wasser-Hochbehälter, der das Bahn-Ausbesserungswerk am Bahnhof versorgte. Er ist heute noch vorhanden, aber nicht mehr in Benutzung.